# Arthez-d’Asson
Arthez-d’Asson (wym. [aɾte-dasõ]) – miejscowość i gmina we Francji, w regionie Nowa Akwitania, w departamencie Pireneje Atlantyckie.
Według danych na rok 2015 gminę zamieszkiwało 516 osób, a gęstość zaludnienia wynosiła 70,2 osób/km².